# Coenagrion mercuriale
Coenagrion mercuriale је инсект из реда Odonata.

## Угроженост
Ова врста је на нижем степену опасности од изумирања, и сматра се скоро угроженим таксоном.

## Распрострањење
Ареал врсте Coenagrion mercuriale обухвата већи број држава. 
Врста има станиште у Италији, Шпанији, Француској, Немачкој, Алжиру, Мароку, Уједињеном Краљевству, Португалу, Холандији, Лихтенштајну, Луксембургу, Словачкој, Словенији, Аустрији, Швајцарској, Белгији, Тунису, Мађарској, Румунији, Бугарској, Албанији, Холандији и Чешкој.

## Станиште
Станишта врсте су шуме, мочварна подручја, травна вегетација, речни екосистеми и слатководна подручја.